# Gallinaro
Gallinaro és un comune (municipi) de la província de Frosinone, a la regió italiana del Laci, situat a uns 110 km a l'est de Roma i a uns 40 km a l'est de Nàpols.
Gallinaro limita amb els municipis d'Atina, San Donato Val di Comino, Alvito, Picinisco i Settefrati.
A 1 de gener de 2019 tenia 1.275 habitants.

## Història
La ciutat va ser esmentada per primera vegada el 1023, probablement fundada pels comtes de Sora. El 1067 va passar a ser propietat dels comtes d'Aquino. El santuari de San Gerardo va ser construït al segle xiii.
 

## Llocs d'interès
- Ciutat antiga.
- Santuari de Sant Gerard (San Gerardo) (segle XII).
- Església de Sant Joan (segle XIV).
- Nen Jesús de Gallinaro.